# Benefício marginal
Benefício marginal em Economia e Gestão são os benefícios adicionais que surgem do uso de uma unidade adicional de uma variável de controle empresarial.

## Uso
O benefício marginal deve ser levado em conta em decisões de relacionados a regra de custo-benefício, onde deve-se continuar aumentando o nível de uma atividade enquanto seu benefício marginal for maior que seu custo marginal.